# Bataille d'al-Qarn
Grande révolte berbère
La bataille d'al-Qarn fut un conflit militaire en mai 742 entre le califat omeyyade et les rebelles berbères insurgés de la grande révolte berbère.

## Déroulement
Quand Uqasha rassemblait ses forces une fois de plus dans le Zab, il rencontra une importante armée berbère venant de l'ouest, sous le commandement du chef berbère Hawwara Abd al-Wahid ibn Yazid al-Hawwari (peut-être envoyé par le calife berbère Khalid ibn Hamid al-Zanati, bien qu'il ne soit pas mentionné dans les chroniques). L'armée d'Abd al-Wahid était composée d'environ 300 000 soldats berbères, apparemment la plus grande armée berbère jamais vue,. Après une consultation rapide, Uqasha et Abd al-Wahid sont convenus d'une attaque conjointe contre Kairouan, Uqasha emmenant ses forces le long d'une route vers le sud, tandis qu'Abd al-Wahid a conduit sa grande armée à travers les cols du nord, convergeant vers Kairouan des deux côtés,.
En apprenant l'approche des grandes armées berbères, Handhala ibn Safwan comprit qu'il était primordial d'empêcher leur jonction. Envoyant une force de cavalerie pour harceler et ralentir Abd al-Wahid dans le nord, Handhala a jeté le gros de ses forces vers le sud, écrasant Uqasha dans une bataille sanglante à al-Qarn et le faisant prisonnier. Mais Handhala avait subi lui-même beaucoup de pertes et faisait maintenant face à la perspective malheureuse de la gigantesque armée d'Abd al-Wahid,.